# Le ginestre (Verso il mare)
Le ginestre (Verso il mare) è un dipinto di Gianfranco Campestrini. Eseguito nel 1968, appartiene alle collezioni d'arte della Fondazione Cariplo.

## Descrizione
In questo paesaggio, dai modi impressionisti ed emblematico della pittura più matura di Campestrini, lo sguardo dell'osservatore è portato a seguire l'andamento del sentiero e dell'ambiente naturale circostante, dalle ginestre in primo piano, alla baia sullo sfondo.